# ریکس‌لو (ویرجینیا)
ریکس‌لو (به انگلیسی: Rixlew) یک منطقهٔ مسکونی در ایالات متحده آمریکا است که در شهرستان پرنس ویلیام، ویرجینیا واقع شده‌است.